# إرنست سبنسر (سياسي)
إرنست سبنسر (بالإنجليزية: Ernest Spencer)‏ هو سياسي بريطاني (وحمل سابقاً جنسية المملكة المتحدة لبريطانيا العظمى وأيرلندا)، ولد في 5 مايو 1848، وتوفي في 29 يونيو 1937 في المملكة المتحدة. حزبياً، نشط في حزب المحافظين.

## مناصب
- في الانتخابات العمومية البريطانية 1886 [الإنجليزية]‏، انتخب عضو برلمان المملكة المتحدة الـ24 عن دائرة West Bromwich ‏ (5 يوليو 1886 – 28 يونيو 1892).
- في الانتخابات العمومية البريطانية 1892 [الإنجليزية]‏، انتخب عضو برلمان المملكة المتحدة الـ25 عن دائرة West Bromwich ‏ (4 يوليو 1892 – 8 يوليو 1895).
- في الانتخابات العمومية البريطانية 1895 [الإنجليزية]‏، انتخب عضو برلمان المملكة المتحدة الـ26 عن دائرة West Bromwich ‏ (13 يوليو 1895 – ).
- في الانتخابات العمومية البريطانية 1900 [الإنجليزية]‏، انتخب عضو برلمان المملكة المتحدة الـ27 عن دائرة West Bromwich ‏ ( – 8 يناير 1906).